# Emił Wyłczew
Emił Wyłczew, bułg. Емил Вълчев (ur. 23 lutego 1950 w Łomie, zm. 2 listopada 2022) – bułgarski siatkarz, reprezentant kraju, srebrny medalista olimpijski (1980).
W 1972 roku wziął udział w igrzyskach olimpijskich w Monachium. W turnieju mężczyzn bułgarska reprezentacja zajęła czwarte miejsce. Wyłczew wystąpił we wszystkich siedmiu meczach – w fazie grupowej przeciwko Korei Południowej (wygrana 3:1), Czechosłowacji (wygrana 3:2), Związkowi Radzieckiemu (przegrana 1:3), Polsce (wygrana 3:2) i Tunezji (wygrana 3:0), w półfinale przeciwko Japonii (przegrana 2:3) oraz w meczu o 3. miejsce przeciwko ZSRR (przegrana 0:3).
Podczas igrzysk w Moskwie w lipcu 1980 roku zdobył srebrny medal olimpijski w turnieju mężczyzn. Bułgarska reprezentacja zajęła wówczas drugie miejsce, przegrywając tylko z zespołem ze Związku Radzieckiego. Wyłczew wystąpił we wszystkich sześciu meczach – w fazie grupowej przeciwko Kubie (wygrana 3:1), Czechosłowacji (wygrana 3:0), Związkowi Radzieckiemu (przegrana 0:3) i Włochom (wygrana 3:1), w półfinale przeciwko Polsce (wygrana 3:0) i w finale ponownie przeciwko ZSRR (przegrana 1:3).